# Lohta
Lohta là một thị trấn thống kê (census town) của quận Varanasi thuộc bang Uttar Pradesh, Ấn Độ.

## Nhân khẩu
Theo điều tra dân số năm 2001 của Ấn Độ, Lohta có dân số 19.695 người. Phái nam chiếm 53% tổng số dân và phái nữ chiếm 47%. Lohta có tỷ lệ 50% biết đọc biết viết, thấp hơn tỷ lệ trung bình toàn quốc là 59,5%: tỷ lệ cho phái nam là 55%, và tỷ lệ cho phái nữ là 45%. Tại Lohta, 22% dân số nhỏ hơn 6 tuổi.